# Maximilian Bern

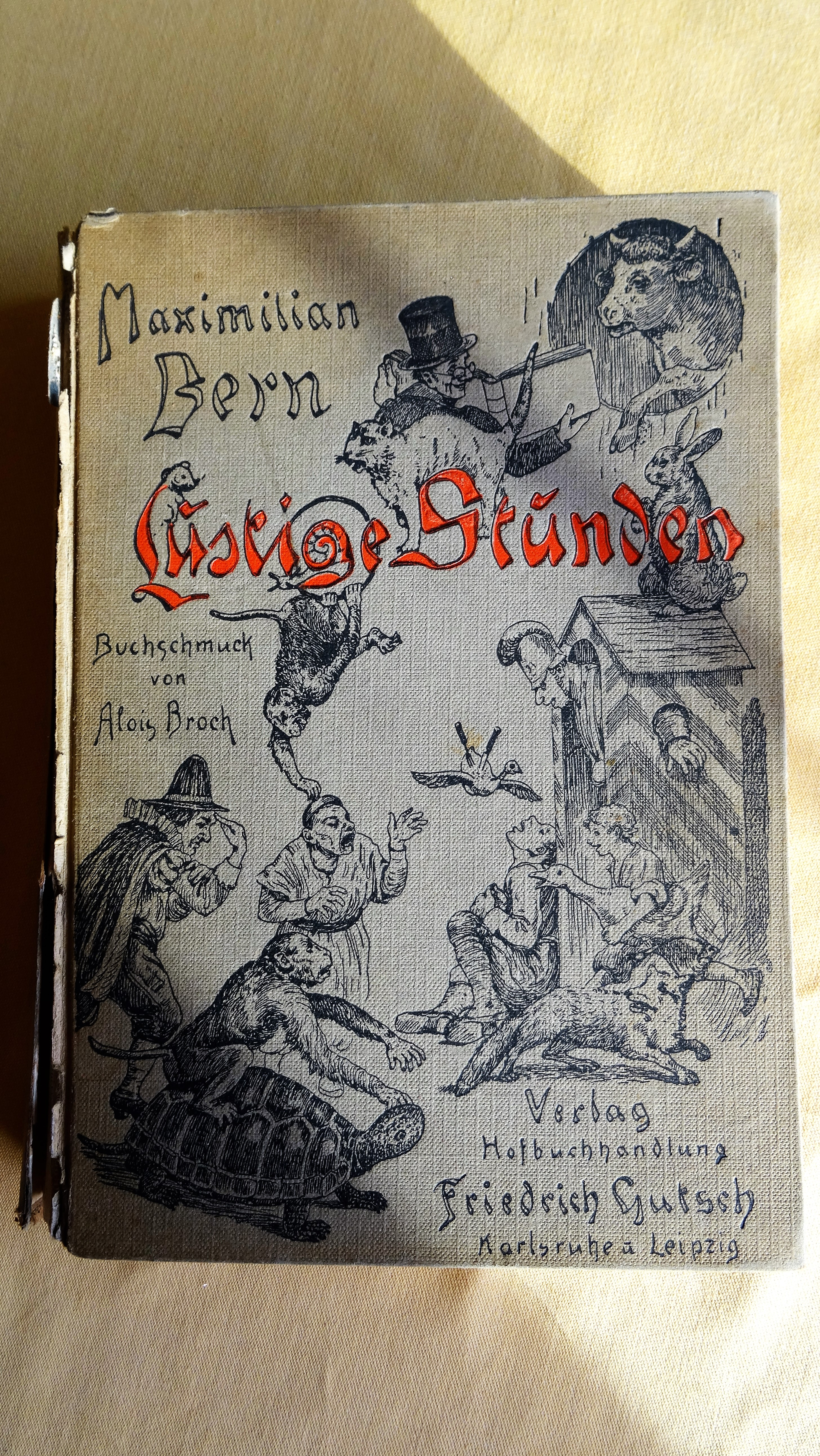
Lustige Stunden von Maximilian Bern

Maximilian Bern (ursprünglich Bernstein, * 13. November 1849 in Cherson, Russisches Kaiserreich; † 9. September 1923 in Berlin) war ein deutscher Schriftsteller und Herausgeber.

## Leben
Maximilian Bern wurde als Sohn eines Arztes und k.u.k. Hofrates geboren. Nach dem frühen Tod des Vaters zog die Familie 1862 nach Wien. Dort studierte Maximilian Bern von 1869 bis 1872 Philosophie und Literaturwissenschaft. 1873 wurde er Lehrer bei einer Kunstreitergesellschaft. Seit 1875 lebte er als freier Schriftsteller länger in Berlin und Hamburg, vorübergehend in Leipzig, Dresden, Frankfurt a. M. und München; zwischen 1885 und 1887 in Paris, anschließend, seit 1888, wieder in Berlin. In Wien begegnete er Anfang der 1880er Jahre Arthur Schnitzler, der später über Maximilian Bern schrieb: Er „verstummte als Dichter bald und beschränkte sich in der Folge auf die Herausgabe von Anthologien und Deklamatorien“. Von 1887 bis 1897 war Bern mit der Schriftstellerin und Schauspielerin Olga Wohlbrück verheiratet. Aus der Ehe ging die Tochter Vera (1888–1967) hervor.

## Tod
Der Historiker Frederick Taylor beschreibt, wie Maximilian Bern im September 1923 in Berlin seine gesamten Ersparnisse von über 100.000 Mark, die er ein Leben lang zurückgelegt hatte, von seinem Konto abhob und in der Inflationszeit damit genau einen U-Bahn-Fahrschein bezahlte. Er machte damit noch eine letzte Fahrt durch Berlin.
Bern verhungerte. Er wurde entkräftet in das Auguste-Viktoria-Krankenhaus gebracht, wo er im Alter von 73 Jahren verstarb.
Seine letzte Ruhestätte fand Maximilian Bern auf dem Wilmersdorfer Waldfriedhof Stahnsdorf. Das Grab ist nicht erhalten.

## Werke
- Deutsche Lyrik – Seit Goethes Tode, Druck/Verlag: Philipp Reclam jun., Leipzig 1878
- Anthologie für die Kinderstube – Eine Auswahl der besten Ammenscherze, Spielverse, Puppengedichte, Rätsel, Fabeln, Stuttgart 1879
- Liliput, Belletrist, Miniatur-Bibl., Münster 1879–80
- Illustrierter Hausschatz für die Jugend – Eine Auswahl der besten Fabeln, Lieder, Sprüche, Stuttgart 1880
- Aus der Gesellschaft – Ein Almanach, Leipzig 1882–1883
- Am eigenen Herd – Ein deutsches Hausbuch, Leipzig 1887
- Deklamatorium – Eine Mustersammlung ernster und heiterer Vortragsdichtungen aus der Weltliteratur, Verlag: Philipp Reclam jun., Leipzig 1887
- Lustige Stunden – Eine reichhaltige Sammlung heiterer Märchen, Geschichten, Wiesbaden 1887
- Himmelan! Eine Blütenlese christlicher Lyrik, Stuttgart 1889
- Christliches Gedenkbuch, Stuttgart 1893
- Evangelisches Deklamatorium – Eine Mustersammlung christlicher Vortragsdichtungen, Leipzig 1895
- Neue Klänge – Eine Sammlung lyrischer Gedichte, Berlin 1897
- Ahoi! Deutsche Meereslyrik, Berlin 1899
- Dichtergrüsse – Eine Auswahl deutscher Poesien, Berlin 1902
- Die zehnte Muse – Dichtungen – vom Brettl und fürs Brettl, Verlag: Otto Elsner, Berlin 1905, Neuausgabe: Die zehnte Muse, Vera Bern (Hrsg.), Ausgabe 711.–720. Tsd., überprüfter Nachdr. d. 681.–690. Tsd., Verlag Elsner, Darmstadt 1964[13]
- Auf schwankem Grande – Aus dem Tagebuche eines Verbummelten
- Deutschland, Deutschland über alles, Berlin 1916
- Entwicklungsgrenze
- Geleitworte fürs Leben. Zurufe geistlicher und weltlicher Dichter (Hrsg.)
- Herzenstöne – Lyrische Antologie (Hrsg.)
- Es sagen die Leute. Fremdländische Sinnsprüche National-Sprichwörtern nachgebildet (Hrsg.)